# Plectus rivalis
Plectus rivalis är en rundmaskart som först beskrevs av Félix Dujardin 1845.  Plectus rivalis ingår i släktet Plectus och familjen Plectidae. Inga underarter finns listade i Catalogue of Life.